# كوكي فوكوي
كوكي فوكوي (باليابانية: 福井光輝) هو لاعب كرة قدم ياباني، ولد في 4 نوفمبر 1995 في فوجيساوا في اليابان. لعب مع نادي ماتشيدا زيلفيا.

## وصلات خارجية
- كوكي فوكوي على موقع رابطة كرة القدم اليابانية للمحترفين (اليابانية)
- كوكي فوكوي على موقع قاعدة بيانات كرة القدم.إي يو (الإنجليزية)
- كوكي فوكوي على موقع Soccerway.com (الإنجليزية)
- كوكي فوكوي على موقع عالم كرة القدم.نت (الإنجليزية)